# 소셜 딜레마
소셜 딜레마(The Social Dilemma)는 미국에서 제작된 제프 올롭스키 감독의 2020년 다큐멘터리 영화이다. 이 다큐멘터리는 어떻게 소셜 미디어의 디자인이 중독을 강화시키고 사람과 정부를 이용하고 음모론과 잘못된 정보를 퍼뜨리는지에 대해 심도있는 정보를 제공한다. 또, 이 영화는 소셜 미디어가 정신건강에 영향을 주는지에 관한 문제를 탐구한다.
소셜 딜레마는 2020년 선댄스 영화제에서 2020년 1월 26일 초연되었으며 넷플릭스를 통해 2020년 9월 9일 개봉하였다.

## 같이 보기
- 알고리즘적 과격화
- 신체이형장애
- 공동 강화
- 디지털 미디어 사용과 정신건강
- 페이스북-케임브리지 애널리티카 정보 유출 사건
- 필터 버블
- 집단 극화
- 검색엔진 조작 효과
- 선택적 노출 이론
- 사회적 딜레마
- 감시 자본주의
- 타겟 광고